# يسار متطرف
اليسار المتطرف أو اليسار الثوري، هي مصطلحات تعبر عن المواقف في يسار الجناح اليساري في الطيف السياسي. يدعو اليسار المتطرف إلى العدالة الاجتماعية والمساواة الكاملة بين البشر، ويظهر المعارضة تارة والمعارضة العنيفة تارة أخرى حول إنشاء التقسيمات الطبقية الاقتصادية، السياسية، والاجتماعية، ومعاد نموذجي من ربط الناس بالمؤسسات الطبقية.
بعض الأطياف السياسية تعتبر أن هناك فرق بين اليسار المتطرف الاقتصادي (الشيوعية)، واليسار المتطرف الاجتماعي (اللاسلطوي). الأيديولوجيات التي تنتمي لليسار المتطرف الاقتصادي هي اللينينية، التروتسكية، اللوكسمبورغية، الشيوعية اليسارية، الشيوعية المجالسية، الماوية، التيتوية، والاشتراكية الثورية. أما الأيديولوجيات التي تنتمي لليسار المتطرف الاجتماعي هي النسوية (وخصوصا النسوية اللاسلطوية)؛ بعض فروع السياسات الخضراء مثل اللاسلطوية الخضراء، اللاسلطوية البدائية، واللاسلطوية النباتية؛ وبعض أشكال المعارضة للعنف مثل اللاسلطوية اللاعنفية. هناك أيديولوجيات تجمع بين اليسار المتطرف الاجتماعي والاقتصادي هي اللاسلطوية اليسارية، الشيوعية اللاسلطوية، الاشتراكية التحررية، اللاسلطوية الاجتماعية، اللاسلطوية الجماعية، واللاسلطوية النقابية.

## أصل التسمية
إن جذور اليسار كمصطلح سياسي يعود إلى اجتماعات الجمعية الوطنية الفرنسية إبان الثورة الفرنسية كان أكثر الثوريين تشددًا والمنتمين إلى نادي اليعاقبة يجلسون على مقاعد إلى يسار غرفة الاجتماعات ومنذ ذلك الحين أصبح هذا المصطلح مرتبطًا بالجماعة السياسية التي تنادي بالمساواة الكاملة بين البشر والأشخاص الذين يمتلكون وجهات نظر ثورية تدعو إلى تغييرات جذرية سياسية واجتماعية. واختلف المصطلح بين بلد وآخر.

## مصطلحات مشابهة
خلال القرن التاسع عشر، مصطلح الراديكالية استخدم من قبل الليبراليين التقدميين لتمييز أنفسهم عن الليبراليين الكلاسيكيين، وهذا ما يفسر أن أحزاب اليسار الوسطي اليوم تمتلك المصطلح الراديكالي في أسمائها مثل الحزب اليساري الراديكالي الفرنسي.
في القرن العشرين، تعريف الراديكالية أصبح يميل نحو أنماط الشيوعية والاتحاد السوفييتي. في ذلك الوقت، المصطلح الراديكالي طبق على الماركسية. ولاحقا أصبح يستخدم لتعريف اليسار السياسي من الاشتراكية الثورية، الشيوعية، اللاسلطوية.
هذا التيار لا يتضمن، الاشتراكيين الديمقراطيين، الديمقراطيين الاجتماعيين، الليبراليين، وكافة التيارات التي تشارك في السياسات الانتخابية حيث أن الراديكالية تهدف للتغيير الثوري.

## العنف
عرفت بعض مجموعات اليسار المتطرف الأوروبي في السبعينات والثمانينات من القرن العشرين بممارسة العنف المسلح، وقد برز من بينها خاصة العمل المباشر بفرنسا، والألوية الحمراء بإيطاليا، وجماعة الجيش الأحمر بألمانيا، إلى جانب الجيش الأحمر الياباني.